# Súng trường tấn công Type 58
Súng trường tấn công kiểu 58 (còn gọi là AK Triều Tiên) là súng trường tấn công được sản xuất bởi Cộng hòa Dân chủ Nhân dân Triều Tiên, được đưa vào sử dụng từ năm 1958 với cỡ đạn 7,62×39mm. Đây là một biến thể của AK-47 thiết kế bởi Mikhail Kalashnikov. Đây là biến thể dài nhất với chiều dài 890 mm, trong khi AK-47 là 870 mm.

## Lịch sử
Sau Chiến tranh Triều Tiên (1950-1953), Liên Xô cung cấp cho Bắc Triều Tiên một số lượng lớn vũ khí bộ binh nhằm thay thế những khẩu CKC, PPSh-41. Chủ tịch Triều Tiên lúc đó là Kim Nhật Thành yêu cầu sản xuất một phiên bản nội địa mang tên Kiểu 58.
Lần đầu được sử dụng trong Chiến tranh Việt Nam, cùng với AK-47, AKM và K-56 bởi Quân giải phóng miền Nam Việt Nam từ năm 1964 đến 1975. Sau đó lại được sử dụng bởi Vệ binh Cách mạng Hồi giáo Iran và lực lượng dân quân Basij của Iran chống lại quân đội Iraq trong Chiến tranh Iran-Iraq (1980-1988). Ở Nicaragua, Quân đội Sandinista (SPA trong tiếng Anh và EPS trong tiếng Tây Ban Nha) sử dụng trong Cách mạng Nicaragua (1980-1990).

## Cấu tạo và cơ cấu hoạt động
Là một biến thể của AK-47, K-58 hoàn toàn hoạt động giống AK-47. AK Triều Tiên được người Nga đánh giá là đáng tin cậy và bắn được trong mọi tình huống. Các chi tiết súng cũng không có nhiều thay đổi đáng kể. Súng có các biến thể khác như kiểu 58B (phiên bản báng xếp AKS-47), kiểu 68 A/B (AKM/AKMS).
Tương tự Kbkg wz. 1960 của Ba Lan, K-58 có thể bắn đạn phóng lựu qua đầu nòng.
Hiện nay, chúng vẫn được sử dụng phổ biến trong Hồng vệ binh công nông. Năm 1988, Súng trường tấn công kiểu 88, biến thể AK-74 của Triều Tiên ra đời, trang bị số lượng lớn cho chiến sĩ, đặc nhiệm, lực lượng cảnh vệ và một số sĩ quan chiến trường. Súng có phiên bản mạ Crom cho chiến sĩ ưu tú hay cảnh vệ Chủ tịch.

## Sử dụng
- CHDCND Triều Tiên
- Việt Nam
- Lào
- Campuchia
- Iran
- Iraq
- Syria
- Nicaragua